# Offline Love
Offline Love (japanisch オフライン・ラブ Ofurain rabu) ist eine zehnteilige japanische Realityshow, in der sich junge Singles kennenlernen und möglichst auch die Liebe erleben sollen. Die Show ist ab dem 18. Februar 2025 auf der Filmplattform Netflix in Form einer zehnteiligen Serie abrufbar.

## Handlung
In der Serie werden zehn junge, japanische Singles auf ihrer Suche nach einer Beziehung zu jemandem aus ihrer Gruppe in Nizza (Frankreich) begleitet. Die fünf Frauen und fünf Männer haben zehn Tage Zeit, um ohne ihre Handys und elektronische Endgeräte „offline“ in einer ihnen fremden Stadt durch zufällige Begegnungen die Liebe zu finden. Sie müssen sich frei in Nizza bewegen und für Treffen mit anderen offen sein. Erkennungszeichen sind die ihnen zur Verfügung gestellten sichtbar zu tragenden Reiseführer-Broschüren. In einem Café namens Maison Margoux müssen sie ihre Smartphones für die Dauer ihres Aufenthalts in Nizza verschließen. Anderen teilnehmenden Singles können sie lediglich in Form von kleinen Briefen Nachrichten für Verabredungen in persönlichen Postkästen des Cafés zukommen lassen oder darauf hoffen, sie zufällig in der Stadt zu treffen.
Für den Nachmittag des dritten Tages, in der dritten Episode, werden alle ins Café Maison Margoux eingeladen, sodass sich dort die gesamte Gruppe zu einem Essen trifft. Alle bekommen nach dem Essen zufällig zugeteilte, zusätzliche Tagesausflüge, die sogenannten „Wish Dates“. Zu diesen Exkursionen müssen sie sich gegenseitig einladen, sodass neue Paare zusammengewürfelt und erste Vorlieben offenbart werden.
Unterbrochen werden die Aufnahmen der zehn Personen durch die Moderation von dem ehemaligen Idol Kyoko Koizumi, die immer die Perspektive der älteren Generation einbringt, und dem jüngeren Comedy-Duo Reiwa Roman (Kuruma Takahira und Kemuri Matsui). Zu dritt geben sie ihre Kommentare und Einschätzungen über das Verhalten der Zehn ab. Besonderer Reiz dieser Show sei, so Matsui, dass Social Media, Telefonate und Apps nicht benutzt werden können. Insgesamt ähnelt die Situation dadurch den Zeiten vor 20 Jahren, als man sich ohne soziale Medien fand und traf.

## Produktion
Die fünf mitspielenden Männer sind der Wasserballsportler Atsushi, der Komödien-Darsteller Kensuke, der Lehramtsstudent Sho, der Tänzer Aru, und der Schauspieler Yudai. Diese fünf versuchen die folgenden Frauen kennenzulernen und für sich zu begeistern: Mimi, die in Gelegenheitsjobs arbeitet, die Schauspielerinnen Tohko und Nanami, Maho, ein in Frankreich arbeitendes Model, und die Marketingfachfrau Kanaka. Alle Mitspielenden sind zwischen 20 und 30 Jahre alt. Jede Episode entspricht einem Tag in Nizza. Zur besseren Orientierung  werden die Namen der Zehn für das Publikum häufig eingeblendet. Außerdem wird auf einem Stadtplan immer wieder angezeigt, wo sich jede Person befindet beziehungsweise in welche Richtung sie sich fortbewegt.
Die Serie wurde von der Firma EAST INC. produziert und die Streaming-Plattform Netflix empfiehlt sie ab 13 Jahren.

## Rezeption
Offline Love erfreute sich vorwiegend positiver Kritiken. Greg Wheeler auf thereviewgeek.com urteilte: „Japan delivers a wholesome, must-watch treat“ (Japan liefert ein gesundes Vergnügen, das man sehen sollte). Joel Keller schrieb auf Decider.com über die Show: „We liked the scenery and the wonder that these travelers have wandering around a romantic European city like Nice, and the cafe that serves as the show’s center hub certainly has that romantic feel, as well.“ (Uns gefiel die Szenerie und das Staunen, das diese Reisenden ausdrückten, als sie in der romantischen europäischen Stadt Nizza umherliefen, und das Café, das als Treffpunkt der Show dient, fühlt sich sicherlich ebenfalls romantisch an.) Insgesamt wurde die Serie empfohlen: „Offline Love is a fun throwback combination of a travelogue and dating show, showing some Gen Zers meeting people abroad the way we all used to meet people before we all had smartphones.“ (Offline Love ist eine witzige Kombination aus Reisebericht und Dating-Show, die zeigt, wie die Generation Z im Ausland Leute kennenlernt, so wie wir alle Leute kennengelernt haben, bevor wir alle Smartphones hatten.)
Als romantische Realität, in die man durch das Ausklammern aller elektronischer Medien komme, charakterisierte Kayte Burt von The Times die japanische Realityshow. Schön sei, dass sich Beziehungen leicht formten, wenn die Menschen von ihren täglichen Ablenkungen befreit würden.